# Ponthion
Ponthion és un municipi francès, situat al departament del Marne i a la regió del Gran Est. L'any 2007 tenia 110 habitants.

## Demografia

### Població
El 2007 la població de fet de Ponthion era de 110 persones. Hi havia 48 famílies, de les quals 16 eren unipersonals (16 dones vivint soles i 16 dones vivint soles), 16 parelles sense fills i 16 parelles amb fills.
La població ha evolucionat segons el següent gràfic:
Habitants censats

### Habitatges
El 2007 hi havia 63 habitatges, 46 eren l'habitatge principal de la família, 6 eren segones residències i 11 estaven desocupats. Tots els 61 habitatges eren cases. Dels 46 habitatges principals, 37 estaven ocupats pels seus propietaris, 5 estaven llogats i ocupats pels llogaters i 4 estaven cedits a títol gratuït; 1 tenia una cambra, 2 en tenien dues, 8 en tenien tres, 10 en tenien quatre i 25 en tenien cinc o més. 34 habitatges disposaven pel capbaix d'una plaça de pàrquing. A 17 habitatges hi havia un automòbil i a 26 n'hi havia dos o més.

### Piràmide de població
La piràmide de població per edats i sexe el 2009 era:
| Homes | Edats   | Dones |
| ----- | ------- | ----- |
| 0     | 95 o +  | 0     |
| 0     | 90 a 94 | 0     |
| 0     | 85 a 89 | 0     |
| 4     | 80 a 84 | 4     |
| 0     | 75 a 79 | 4     |
| 0     | 70 a 74 | 4     |
| 0     | 65 a 69 | 0     |
| 0     | 60 a 64 | 0     |
| 4     | 55 a 59 | 0     |
| 16    | 50 a 54 | 4     |
| 4     | 45 a 49 | 4     |
| 0     | 40 a 44 | 8     |
| 1     | 35 a 39 | 4     |
| 1     | 30 a 34 | 4     |
| 0     | 25 a 29 | 0     |
| 0     | 20 a 24 | 2     |
| 4     | 15 a 19 | 4     |
| 12    | 10 a 14 | 12    |
| 0     | 5 a 9   | 1     |
| 0     | 0 a 4   | 0     |

## Economia
El 2007 la població en edat de treballar era de 72 persones, 49 eren actives i 23 eren inactives. De les 49 persones actives 45 estaven ocupades (24 homes i 21 dones) i 4 estaven aturades (2 homes i 2 dones). De les 23 persones inactives 9 estaven jubilades, 7 estaven estudiant i 7 estaven classificades com a «altres inactius».
Activitats econòmiques
Dels 4 establiments que hi havia el 2007, 1 era d'una empresa de fabricació d'altres productes industrials, 1 d'una empresa de comerç i reparació d'automòbils, 1 d'una empresa de transport i 1 d'una empresa d'hostatgeria i restauració.
L'any 2000 a Ponthion hi havia 5 explotacions agrícoles que ocupaven un total de 265 hectàrees.

## Poblacions més properes
El següent diagrama mostra les poblacions més properes.